# Nikołaj Pawłow (generał)
Nikołaj Iwanowicz Pawłow (ros. Никола́й Ива́нович Па́влов, ur. 4 grudnia?/17 grudnia 1914 w Moskwie, zm. 14 marca 1990 tamże) – radziecki generał porucznik, Bohater Pracy Socjalistycznej (1956).

## Życiorys
Od września 1931 do czerwca 1936 studiował w Moskiewskim Instytucie Inżynierów Żywienia Społecznego, później był w nim pracownikiem naukowym. Od sierpnia 1938 funkcjonariusz Zarządu NKWD obwodu moskiewskiego, od 3 stycznia 1939 porucznik bezpieczeństwa państwowego, w marcu 1939 przyjęty do WKP(b), od 1939 do 1 sierpnia 1940 szef Wydziału 3 Zarządu Ekonomicznego NKWD obwodu moskiewskiego, 9 maja 1940 awansowany na starszego porucznika bezpieczeństwa państwowego, od 1 sierpnia do 19 grudnia 1940 p.o. szefa Wydziału 3 Głównego Zarządu Ekonomicznego NKWD ZSRR, od 19 grudnia 1940 do 27 lutego 1941 zastępca szefa Wydziału 3 Głównego Zarządu Ekonomicznego NKWD ZSRR. Od 28 lutego 1941 do 7 maja 1943 szef grupy kontrolno-inspektorskiej NKWD ZSRR i równocześnie od 9 maja do 31 lipca 1941 zastępca szefa Głównego Zarządu Budowy Lotnisk NKWD ZSRR, 1 listopada 1941 awansowany na kapitana bezpieczeństwa państwowego, a 11 lutego 1943 podpułkownika bezpieczeństwa państwowego, od 7 maja 1943 do 13 kwietnia 1946 szef Zarządu NKWD obwodu saratowskiego, 12 maja 1943 mianowany pułkownikiem bezpieczeństwa państwowego, 3 kwietnia 1944 komisarzem bezpieczeństwa państwowego, a 9 lipca 1945 generałem majorem. Od 8 sierpnia 1946 do 1 grudnia 1949 pełnomocnik Rady Ministrów ZSRR ds. laboratorium nr 2 Akademii Nauk ZSRR Pierwszego Głównego Zarządu przy Radzie Ministrów ZSRR, od 1 grudnia 1949 do 26 czerwca 1953 członek Kolegium i zastępca szefa Pierwszego Głównego Zarządu przy Radzie Ministrów ZSRR, od lipca 1953 do 13 listopada 1954 główny inżynier i zastępca szefa Głównego Zarządu Ministerstwa Budowy Maszyn Średnich ZSRR, od 13 listopada 1954 do 13 marca 1963 szef Głównego Zarządu Konstrukcji Doświadczalnych Ministerstwa Budowy Maszyn Średnich ZSRR, 22 lutego 1963 awansowany na generała porucznika.

## Odznaczenia i nagrody
- Medal Sierp i Młot Bohatera Pracy Socjalistycznej (11 września 1956)
- Order Lenina (trzykrotnie - 29 października 1949, 4 stycznia 1954 i 11 września 1956)
- Order Rewolucji Październikowej (4 września 1981)
- Order Wojny Ojczyźnianej I klasy (21 czerwca 1945)
- Order Czerwonego Sztandaru Pracy (12 sierpnia 1976)
- Order Wojny Ojczyźnianej II klasy (15 sierpnia 1947)
- Order Czerwonej Gwiazdy (trzykrotnie - 20 września 1943, 13 grudnia 1944 i 5 listopada 1954)
- Order „Znak Honoru” (28 listopada 1943)
- Nagroda Leninowska (1962)
- Nagroda Stalinowska (1951)
- Medal „Za Odwagę” (1940)
- Medal „Za zwycięstwo nad Niemcami w Wielkiej Wojnie Ojczyźnianej 1941–1945” (1945)
- Medal „Za obronę Moskwy” (1944)
- Medal „Za nienaganną służbę” I klasy (17 stycznia 1959)
- Odznaka „50 Lat Członkostwa w KPZR"
- Odznaka „60 Lat Czeki/KGB” (1984)

i 4 inne medale.